# Assia Dagher
Assia Dagher, all'anagrafe Almaza Dagher (in arabo: هند رستم; Tannourine, 6 marzo 1908 – Il Cairo, 12 gennaio 1986), è stata un'attrice e produttrice cinematografica egiziana.

## Biografia
Almaza Dagher nacque il 6 marzo 1908 a Tannourine da una famiglia cristiano-libanese, nei primi anni '20 si trasferì in Egitto con sua nipote Mary Queeny (19013-2003). 
Nel 1926, fu la protagonista del primo film muto arabo  Leila diretto dal regista turco-egiziano Wadad Orfi e prodotto da Aziza Amir (1901-1952).
Assia Dagher lanciò molti attori tra cui la nipote Mary Queeny e Faten Hamama. Produsse uno tra i primissimi film arabi in CinemaScope, Ruda Kalbi (1957), come anche co-produsse con lo Stato egiziano il colossal cinematografico al-Nasir Salad al-Din (Saladino) regia di Yusuf Shahin. 
Assia Dagher, Mary Queeny, Aziza Amir, Bahiga Hafez (1908-1983), Fatma Rouchdi (1908-1996) ed Amina Mohamed (1908-1985) sono considerate le sei pioniere donne del cinema arabo

## Filmografia parziale
Assia Dagher recitò in 20 film e ne produsse più di 100.

### Recitazione e co-produzione
- Laila (1927)
- Ghadat al-Sahara (1929)
- Wakhz el-Damir (1932)
- Auyun Sahira (1934)
- Chagarat al-dorr (1935)
- Banknote (1936)
- Zawja bil Nayaba (1937)
- Bint el-Basha el-Moudir (1938)
- Ebhas a'an el-Mara'a (1939)
- Zelekha Tuhib Ashur (1939)
- Fatat Mutamarrida (1940)
- Imra'a Khatira(1941)
- El-Arris el-Khamis (1942)
- El-Sharid (1942)
- Al-muttahama (1942)
- Law Kont Ghani (1942)
- Imma Guinan (ا 1944)
- El-Qalb Louh Wahid (1945)
- Haza Ganahu Abi (1945)
- El-Hanim (1946)

### Produzione
- El-Ikab (1948)
- Sa'a l Kalbak (1952)
- Saadet al-Kalb (195)
- Ruda Kalbi (1957)
- al-Nasir Salad al-Di (1963) regista Yusef Shahin
- Yawmiyyât Nâ'ib fil-Ariâf (1968)